# Anna Sińczuk
Anna Sińczuk, po mężu Bielińska (ur. 24 lipca 1966) – polska lekkoatletka specjalizująca się w biegach średniodystansowych i biegach długich, medalistka mistrzostw Polski.

## Kariera sportowa
Była zawodniczką Legii Warszawa.
Na mistrzostwach Polski seniorów zdobyła jeden medal - brązowy w biegu na 3000 metrów w 1988. 
Rekordy życiowe:
- 800 m – 2:06,98 (27.07.1988)
- 1500 m – 4:21,38 (25.06.1988)
- 3000 m – 9:21,21 (14.08.1988)
- 5000 m - 16:55,97 (18.06.1991)
- 10 000 m - 34:21,51 (18.08.1990)
- maraton - 2:37:34 (29.03.1992)